# Kayentachelys aprix
La kayentachelide (Kayentachelys aprix) è una tartaruga estinta, vissuta nel Giurassico inferiore (Sinemuriano - Pliensbachiano, circa 192 - 188 milioni di anni fa) e i suoi resti fossili sono stati ritrovati in Nordamerica. È considerata la più antica tra i criptodiri.

## Descrizione
Questo animale era di medie dimensioni, e la lunghezza era compresa tra 50 e 60 centimetri. Il carapace di Kayentachelys era largo e piatto, di forma vagamente ovale. L'aspetto di questo animale doveva essere una via di mezzo tra quello delle tartarughe triassiche come Proganochelys e quello delle forme più evolute del Giurassico, come i criptodiri basali (ad esempio Eurysternum).

## Classificazione

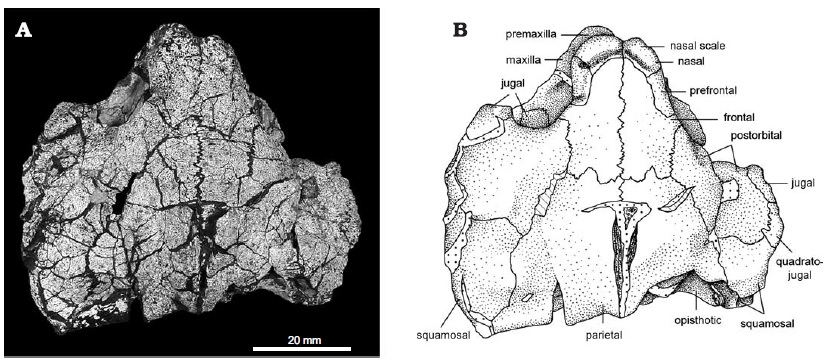
Cranio in vista dorsale di Kayentachelys aprix

Kayentachelys aprix è stato descritto per la prima volta nel 1987, sulla base di fossili ritrovati nella formazione Kayenta in Arizona. È stato subito ritenuto il più antico e primitivo rappresentante dei criptodiri, uno dei due grandi sottordini di tartarughe attuali, a causa della struttura del sistema trocleare. Tuttavia Kayentachelys mostra altre caratteristiche primitive, come la presenza di denti palatali (che i criptodiri successivi non hanno) e la mancanza di un processo posteromediale dello pterigoide, una caratteristica presente invece nei criptodiri successivi. Poiché nemmeno l'altro sottordine di tartarughe (pleurodiri) è provvisto di denti palatali ed è invece dotato del processo posteromediale, si suppone che la perdita delle caratteristiche basali sia avvenuta due volte indipendentemente, sia nei pleurodiri che nei criptodiri. Altre tartarughe primitive dalle caratteristiche intermedie sono Eileanchelys e Condorchelys.

## Paleoecologia
Kayentachelys era un animale che frequentava terreni sabbiosi e fluviali.